# Mark 44 (торпеда)
Mark 44 — американская лёгкая 324-мм противолодочная торпеда надводного и воздушного базирования. Предназначалась для замены торпеды Mk 43. В конце 1960-х годов заменена торпедой Mk 46.
Производилась в США и по лицензии в Канаде, Франции, Италии, Японии и Великобритании. Для ВМС США произведено 10 500 единиц. ВМС Австралии используют Mk 44 до сих пор, поскольку считается, что она более предпочтительна для боевых действий на мелководье.
Поставлялась во многие страны мира, размещалась на надводных кораблях, противолодочных самолётах и вертолётах (Lockheed P-3 Orion, Hawker Siddeley Nimrod, LAMPS), противолодочных ракетных системах (ASROC, Ikara).

## Разработка
В 1950-х годах ВМС США начали финансирование разработки нового поколения лёгких противолодочных торпед. Разработка велась в рамках двух программ: EX-2A на военно-морском полигоне в Пасадине (англ. Naval Ordnance Test Station Pasadena, шт. Калифорния) и EX-2B в департаменте вооружений компании General Electric в Питтсфилде (англ. Aeronautical and Ordnance Systems Division of the General Electric Co., Pittsfield, шт. Массачусетс). Торпеда EX-2A приводилась в движение электромотором, EX-2B — газовой турбиной через редуктор, однако после инцидента с пропил-нитратом, который использовался в качестве топлива для EX-2B, вторая программа была переориентирована на электродвигатель.
В результате испытаний в качестве прототипа была выбрана торпеда EX-2B, получившая маркировку Mark 44 Mod 0. В 1956 году после небольших доработок она под названием Mark 44 Mod 1 была принята на вооружение ВМС США. Вскоре после этого появилась информация, что новые советские подводные лодки имеют большую скорость и глубину погружения, чем новая торпеда, которая была рассчитана на уничтожение целей со скоростью до 17 уз. В 1960 году были приняты новые технические требования для противолодочных торпед, а в 1963 году на вооружение была принята торпеда Mk 46, которая стала постепенно заменять Mk 44 на вооружении в ВМС США.
В дальнейшем для Mk 44 было разработано несколько комплектов модернизации. В 1986 году фирма Honeywell заменила магнитострикционный акустический излучатель на плоский пьезокерамический массив и аналоговую систему управления на цифровую. В результате сектор обнаружения увеличился на 75 % и вдвое уменьшилась минимальная глубина поиска для мелководья. Модернизированная торпеда поставлялась в Южную Корею под названием KT44.
Комплект модернизации для ЮАР предполагал замену боевой части 45-килограммовой боеголовкой, способной пробивать 40-мм стальную обшивку и заполненный 1,5-метровым слоем воды двойной борт. Новая электроника увеличила радиус обнаружения цели втрое (до 1000 м) и включала многорежимные средства противодействия активным помехам.
Тем не менее, по мере истечения срока службы электрических батарей, торпеды постепенно снимались с вооружения. Новая Зеландия сняла Mk 44 с вооружения в 1993 году.

## Конструкция
Торпеда Mk 44 имеет модульную конструкцию и состоит из 4 основных блоков. Носовая часть содержит активную ГАС для поиска цели и 34-кг боевую часть сзади от неё. Во второй секции находится система управления и гироскопы. В третьей размещена 24-кВт электрическая батарея с электродами из хлорида серебра и магния, в качестве электролита использовалась забортная вода. В задней части расположен электродвигатель, четыре прямоугольных руля и два противовращающихся винта.
Система управления, собранная на электронных лампах, отличалась от аналогичных систем значительной сложностью. Она имела 6 установок глубин первоначального поиска (15, 45, 75, 135, 195 и 270 м), 5 нижних пределов поиска (45, 75, 135, 195 и 270 м) и максимальный угол подъёма/спуска 4,5; 6 и 7 градусов. После выстрела торпеда либо предварительно проходила 900 м, либо сразу ныряла под углом 30° на глубину поиска, после чего начинала двигаться по круговой спирали меняя глубину от 50 м до нижнего предела поиска. По достижении верхней или нижней границы поиска, торпеда поворачивала и начинала поиск в противоположном направлении. Всё это повторялось до тех пор, пока не обнаруживалась цель, либо по истечении 6-минутного срока не заканчивался ресурс батареи.
Активный сонар мог работать в режиме с низкой и высокой частотой повторения импульсов. Последний применялся в непосредственной близости от цели для увеличения точности отслеживания её передвижений.
Версия для воздушного базирования снабжалась парашютом, носовая часть была защищена обтекателем, который сбрасывался после падения торпеды в воду. Винты защищались кольцевыми кожухами.

## Модификации
- Mark 44 mod 0 — прототип
- Mark 44 mod 1 — первый промышленный образец
- Mark 44 mod 2
- Mark 44 mod 3
- Mark 44 mod 4